# Listă cu văile de pe Lună
În această listă sunt enumerate principalele văi de pe Lună. Suprafața Lunii este acoperită de reliefuri, printre care există văi largi care au fost denumite de către 
selenografi, de-a lungul observațiilor lor. În cea mai mare parte din cazuri, numele corespunde numelui dat craterului de impact lunar cel mai apropiat:
| Denumirea (în latină) | Coordonate selenografice          | Dimensiune | Eponim                          | Crater de impact |
| --------------------- | --------------------------------- | ---------- | ------------------------------- | ---------------- |
| Vallis Alpes          | 48°30′N 3°12′E / 48.5°N 3.2°E     | 166 km     | „Valea Alpilor” în latină       | Niciunul         |
| Vallis Baade          | 45°54′S 76°12′W / 45.9°S 76.2°V   | 203 km     | Walter Baade                    | Baade            |
| Vallis Bohr           | 12°24′N 86°36′W / 12.4°N 86.6°V   | 80 km      | Niels Bohr                      | Bohr             |
| Vallis Bouvard        | 38°18′S 83°06′W / 38.3°S 83.1°V   | 284 km     | Alexis Bouvard                  | Niciunul         |
| Vallis Capella        | 7°36′S 34°54′E / 7.6°S 34.9°E     | 49 km      | Martianus Capella               | Capella          |
| Vallis Inghirami      | 43°48′S 72°12′W / 43.8°S 72.2°V   | 148 km     | Giovanni Inghirami              | Inghirami        |
| Vallis Palitzsch      | 26°24′S 64°18′E / 26.4°S 64.3°E   | 132 km     | Johann Palitzsch                | Palitzsch        |
| Vallis Planck         | 58°24′S 126°06′E / 58.4°S 126.1°E | 451 km     | Max Planck                      | Planck           |
| Vallis Rheita         | 42°30′S 51°30′E / 42.5°S 51.5°E   | 445 km     | Anton Maria Schyrleus de Rheita | Rheita           |
| Vallis Schrödinger    | 67°00′S 105°00′E / 67.0°S 105.0°E | 310 km     | Erwin Schrödinger               | Schrödinger      |
| Vallis Schröteri      | 26°12′N 50°48′W / 26.2°N 50.8°V   | 168 km     | Johann Hieronymus Schröter      | Schröter         |
| Vallis Snellius       | 31°06′S 56°00′E / 31.1°S 56.0°E   | 592 km     | Willebrord Snell                | Snellius         |